# Korridortrafik
Korridortrafik är en typ av trafik som passerar genom ett lands territorium utan passkontroll, fastän det egentligen behövs enligt landets regler. 
Normalt görs det för tåg mellan platser i samma land som ändå går över gränsen ut ur landet och tillbaka. Anledningen kan vara att erbjuda trafik till enklaver. En vanligare anledning är att nationsgränser flyttats eller nya tillkommit, i de flesta fall i Europa under perioden 1917-1992. Det kan också vara för att gränsen är krokig och/eller terrängen är lämplig längs korridorsträckan.
Sådan trafik finns i princip bara för tåg. Bussar är normalt tillräckligt flexibla för att kunna flyttas om gränsen flyttas, och myndigheterna vill inte ha korridorbussar till enklaver eftersom de måste ofta stanna för trafikens skull.
Det finns dock korridorbussar mellan Värska och Saatse i landskapet Põlvamaa, Estland, där vägen går genom Ryssland under en kilometer, utan gränskontroll. Det finns korridorbåtar mellan Finska viken och Finland genom Ryssland via Saima Kanal. Det finns passkontroller, men sträckan har frihet från visum.
År 2020 finns:
- Tågen Belgrad-Podgorica går genom Bosnien-Hercegovina under cirka 10 km norr om Priboj. I Bosnien-Hercegovina finns en station, Štrpci, som betjänas av lokaltåg, men i regel inte bemannas av bosnisk gränspolis.
- Järnvägslinjen Tel Aviv-Jerusalem(en), öppnad 2018, passerar genom Västbanken.

Fram till 2007, då passkontroller generellt vid dessa gränser avskaffades via Schengenavtalet, fanns dessutom:
- mellan Varnsdorf och Hrádek nad Nisou i Tjeckien, via Zittau i Tyskland och kort sträcka i Polen.
- mellan Mikulovice och Jindřichov ve Slezsku i Tjeckien, via Głuchołazy i Polen.

Tidigare korridortåg, där passkontroller avskaffades via Schengenavtalet 1997:
- mellan Kufstein och Salzburg i Österrike via Rosenheim i Tyskland.
- mellan Lienz och Innsbruck i Österrike via Fortezza i Italien.
- Spårvagn 10 i Basel har en station i Frankrike, Leymen, som haft passkontroll för av och påstigande.

Förr gick ett slags korridortåg rakt genom Järnridån i Berlin, 1961-1990, samt innan Berlinmuren fanns, 1949-1961:
- Berlins tunnelbana hade två linjer som gick rakt genom Östberlin. Tågen stannade inte vid några stationer, förutom vid en med passkontroll för att lämna stationen (Friedrichstrasse). Berlins pendeltåg hade också linjer med stopp bara på Friedrichstrasse. Man kunde byta tåg fritt mellan de västberlinska tågen. De stationer där tåg inte stannade kallades i folkmun spökstationer.
- Omvänt gick 1949-1961 östtyska tåg genom Västberlin, för att det inte fanns andra vägar. Det var en huvudväg för att fly ur DDR. År 1961 blev en yttre järnväg klar (Berliner Aussenring) som DDR började använda, varefter Berlinmuren byggdes.

Det finns önskemål om korridortåg:
- mellan Kaliningrads län och övriga Ryssland, via Litauen och Vitryssland. Idag behövs ett särskilt litauiskt visum enligt förenklad procedur för ryssar. Flyg är normalresesättet idag. Regeringen och andra i Ryssland önskar tågen.
- Västbanken-Gazaremsan, avser endast bussar, önskat av palestinierna.
- Armenien-Nagorno Karabach, avser endast bussar.